# Evermore (álbum)
Evermore es un álbum autotitulado de grandes éxitos del grupo musical Evermore, que fue lanzado en Australia y Nueva Zelanda el 12 de marzo de 2010. El álbum es una colección de canciones de toda la historia de la banda, así como tres nuevas canciones incluyendo el sencillo "Underground".
El primer sencillo, "Underground", fue lanzado a la radio a finales de enero de 2010 y más adelante como descarga digital el 19 de febrero de 2010. Un comunicado de Australia y Nueva Zelanda afirmó que el álbum vendría empaquetado con un DVD de edición limitada y una actuación en vivo de la banda grabado en el O2 Arena en Londres. El DVD también incluye material de Evermore viajando por Europa con la estrella pop estadounidense Pink. La edición irlandesa y del Reino Unido del álbum contiene tres remezclas como bonus tracks que están disponibles en la tienda iTunes de Irlanda y el Reino Unido.
Varios de los sencillos de Truth of the World: Welcome to the Show han sido modificados para eliminar el concepto interludios del álbum original, con algunas partes receptoras que acaba de grabar y la música alterada, como Everybody's Doing It con un nuevo final, Hey Boys and Girls con un nuevo comienzo (tomado del final de la canción Max Is Stable) y el verso medio regrabado-, con una nueva intro y se le ha quitado el discurso central.

## Lista de canciones
Todas las canciones escritas y compuestas por Evermore. 
| N.º   | Título                                          | Año de lanzamiento | Duración |  |
| 1.    | «Underground»                                   | 2010               | 3:39     |  |
| 2.    | «Hey Boys and Girls (Truth of the World pt. 2)» | 2009               | 4:48     |  |
| 3.    | «Running»                                       | 2006               | 4:24     |  |
| 4.    | «For One Day»                                   | 2005               | 4:10     |  |
| 5.    | «This Is Love»                                  | 2010               | 4:34     |  |
| 6.    | «Light Surrounding You»                         | 2006               | 3:56     |  |
| 7.    | «Between the Lines»                             | 2008               | 4:11     |  |
| 8.    | «It's Too Late»                                 | 2004               | 3:58     |  |
| 9.    | «Never Let You Go»                              | 2007               | 4:16     |  |
| 10.   | «Everybody's Doing It»                          | 2009               | 4:38     |  |
| 11.   | «Throwitaway»                                   | 2010               | 3:40     |  |
| 12.   | «Can You Hear Me?»                              | 2009               | 4:11     |  |
| 13.   | «Unbreakable»                                   | 2007               | 3:31     |  |
| 14.   | «Front Page Story / Diamonds in the River»      | 2009               | 5:23     |  |
| 15.   | «Dreams Call Out to Me»                         | 2004               | 4:33     |  |
| 63:52 |                                                 |                    |          |  |

### Australia/Nueva ZelandaBonus 'Alive In Europe' DVD
| Australia/New Zealand Bonus 'Alive In Europe' DVD | |          |  |
| N.º                                               | Título | Duración |  |
| 1.                                                | «Underground (En vivo)» |          |  |
| 2.                                                | «Between the Lines (En vivo)» |          |  |
| 3.                                                | «Never Let You Go (En vivo)» |          |  |
| 4.                                                | «Light Surrounding You (En vivo)» |          |  |
| 5.                                                | «Front Page Story / Diamonds in the River (En vivo)»                                                                                               |          |  |
| 6.                                                | «Join The Party (En vivo)» |          |  |
| 7.                                                | «Everybody's Doing It (En vivo)» |          |  |
| 8.                                                | «It's Too Late (En vivo)» |          |  |
| 9.                                                | «This Is Love (En vivo)» |          |  |
| 10.                                               | «Hey Boys and Girls (Truth of the World pt. 2) (En vivo) - Gradado en el The O2 Arena; durante el Funhouse Tour de Pink (9 de diciembre de 2009).» |          |  |

### Lanzamiento delReino Unido
| Lanzamiento del Reino Unido (14 de octubre de 2009) |                                                 |                    |          |  |
| N.º                                                 | Título                                          | Año de lanzamiento | Duración |  |
| 1.                                                  | «Hey Boys and Girls (Truth of the World pt. 2)» | 2009               | 4:55     |  |
| 2.                                                  | «Between the Lines»                             | 2008               | 3:49     |  |
| 3.                                                  | «This Is Love»                                  | 2009               | 4:32     |  |
| 4.                                                  | «Underground»                                   | 2009               | 3:39     |  |
| 5.                                                  | «It's Too Late»                                 | 2004               | 3:55     |  |
| 6.                                                  | «Can You Hear Me?»                              | 2009               | 4:09     |  |
| 7.                                                  | «Everybody's Doing It»                          | 2009               | 4:42     |  |
| 8.                                                  | «Throwitaway»                                   | 2009               | 3:38     |  |
| 9.                                                  | «Light Surrounding You»                         | 2006               | 3:59     |  |
| 10.                                                 | «Front Page Story / Diamonds in the River»      | 2009               | 5:23     |  |
| 11.                                                 | «Girl With The World On Her Shoulders»          | 2004               | 4:44     |  |
| 48:22                                               |                                                 |                    |          |  |

### Lanzamiento delReino Unido(octubre de 2009)[1][2]
| Lanzamiento del Reino Unido (octubre de 2009) - Bonus tracks digital |                                   |                    |          |  |
| N.º                                                                  | Título                            | Año de lanzamiento | Duración |  |
| 1.                                                                   | «Light Surrounding You (En vivo)» |                    | 6:24     |  |
| 2.                                                                   | «It's Too Late (En vivo)»         |                    | 5:18     |  |
| 3.                                                                   | «Never Let You Go (En vivo)»      |                    | 4:13     |  |
| 15:55                                                                |                                   |                    |          |  |

## Posición en las listas
| Lista (2010)             | Posición |
| ------------------------ | -------- |
| ARIA Albums Chart        | 30       |
| New Zealand Albums Chart | 22       |

## Personal
- Jon Hume - vocales, guitarra
- Peter Hume - vocales, teclados, bajo
- Dann Hume - vocales, batería